# Rafael Arévalo Martínez

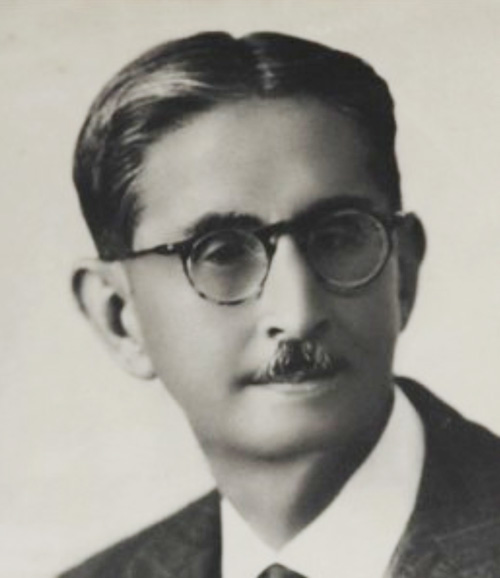
Rafael Arévalo Martinez în jurul anului 1930.

Rafael Arévalo Martínez (n. 1884, Quetzaltenango, Guatemala - d. 1975, Ciudad de Guatemala) a fost poet, prozator și dramaturg guatemalez.

## Opera
- 1911: Maya ("Maya")
- 1914: Omul care părea cal ("El hombre que parecía un caballo")
- 1914: O viață ("Una vida")
- 1914: Manuel Aldano ("Manuel Aldano")
- 1922: Domnul Monitot ("El señor Monitot")
- 1925: Biroul de pace din Orolandia ("La oficina de paz de Orolandia")
- 1927: Trandafirii din Engaddi ("Las rosas de Engaddi,")
- 1927: Nopți în palatul Nunțiaturii ("Las noches en el palacio de la Nunciatura")
- 1939: Fiul risipitor ("El hijo pródigo")
- 1940: Ducii de Endor ("Los duques de Endor")